# Palma Grande
Palma Grande är en ort i Mexiko.   Den ligger i kommunen Tuxpan och delstaten Nayarit, i den centrala delen av landet, 700 km väster om huvudstaden Mexico City. Palma Grande ligger 7 meter över havet och antalet invånare är 2 399.
Terrängen runt Palma Grande är mycket platt. Runt Palma Grande är det ganska tätbefolkat, med 134 invånare per kvadratkilometer. Närmaste större samhälle är San Vicente, 10,6 km sydost om Palma Grande. Trakten runt Palma Grande består till största delen av jordbruksmark.